# Adriano Fortescue
Adriano Fortescue (1476 circa – 8 o 9 ottobre 1539) fu un martire inglese.

## Biografia
Adriano nacque nel Devon verso il 1476 da una nobile famiglia ed era cugino di Anna Bolena, la seconda moglie del re Enrico VIII. Adriano sposò in prime nozze Anna Stonor da cui ebbe due figlie e in seconde nozze Anna Rede di Boarstall, dalla quale ebbe tre figli. Combatté per l'Inghilterra contro la Francia nel 1513 e nel 1523. Fu, inoltre, giudice di pace per la contea di Oxford, cavaliere dell'Ordine del Bagno, membro dell'Ordine di Malta e terziario domenicano nella Fraternità di Oxford.
Verso la politica, anche ecclesiastica, di Enrico VIII, si mostrò alquanto prudente. Però venne arrestato nel 1534 e rinchiuso nel carcere di Marshalsea. Ne uscì l'anno successivo quando Enrico VIII aveva già iniziato lo scisma dalla Chiesa Cattolica. Fortescue venne arrestato di nuovo nel 1539 e rinchiuso nella Torre di Londra, dove l'8 o il 9 luglio dello stesso anno fu decapitato, insieme ad altri, per non aver voluto sottoscrivere l'atto di fedeltà al re in materia religiosa.
Un suo discendente, Robert Matthew Festing, divenne gran maestro dell'Ordine di Malta.

## Culto
Venne beatificato nel 1895 da papa Leone XIII.